# Johanna Döbereiner
Johanna Liesbeth Kubelka Döbereiner, född 28 november 1924, död 5 oktober 2000, var en brasiliansk agronom. 

## Biografi
Döbereiner föddes i Aussig (Ústí nad Labem) i Tjeckoslovakien (nu Tjeckien) i en tysktalande familj, som lämnade landet efter andra världskriget. Hennes far var professor Paul Kubelka. Namnet Döbereiner kom från hennes man Jürgen Döbereiner, som hon träffade i München. Hennes namn kom att likna den berömda kemisten Johann Wolfgang Döbereiners, som föddes i Hof i Bayern, vid gränsen till Böhmen. 
Johanna Döbereiner tog sin examen vid Münchens Ludwig-Maximilian-universitet, men bosatte sig sedan i Brasilien och blev brasiliansk medborgare 1956. Hennes tidiga arbete fokuserade på studiet av Azospirillum och andra bakterier som kunde vara användbara för brasiliansk jord. Hon spelade senare en viktig roll i Brasiliens produktion av sojabönor genom att hon uppmuntrade till att inrikta sig på sorter som enbart använder sig av biologisk kvävefixering.
Forskningen inom detta ämne, som starkt influerats av Johanna Döbereiners idéer, resulterade i att sojabönplantagerna i Brasilien idag förses med kväve (N) från rhizobia och inte använder några N-gödningsmedel. Konsekvenserna av detta är stora, eftersom Brasilien tillsammans med USA är de största producenterna av sojabönor i världen (2018 gick Brasilien om USA i produktionsstorlek). Med tanke på att sojabönor är en av världens viktigaste proteinkällor (främst för att utfodra djur som i sin tur blir till animaliskt protein för mänsklig konsumtion) innebär detta att en stor mängd globalt protein kommer från en biologisk process som inte använder sig av kemiska industriella gödningsmedel. Döbereiner är alltså att tacka för att ha bidragit stort till denna viktiga inkomstkälla för Brasilien.